# Schwarzach (Vorarlberg)
Pour les articles homonymes, voir Schwarzach.
Schwarzach est une commune autrichienne du district de Brégence dans le Vorarlberg.